# Río Okumi
El río Okumi (en georgiano: ოქუმი) o Uakum (en abjasio: Уақәым) es un río del extremo sureste de Europa, que nace al sur de las montañas del Cáucaso y fluye en dirección oeste hasta desaguar en el mar Negro.
La fuente está ubicada en una zona montañosa de la frontera entre Abjasia y la región de Mingrelia-Alta Esvanetia, los montes de Kodori. Las principales fuentes de agua son hielo y agua de lluvia. Los principales afluentes del río son el río Eristskali a la izquierda y en la derecha, Azuru y Tsarche. Se conocen inundaciones en primavera y escasez de agua en octubre y enero.